# Samsung Galaxy Fame
Il Samsung Galaxy Fame è uno smartphone di fascia media prodotto e messo in commercio dalla Samsung Electronics nel febbraio 2013.  Come tutti gli altri smartphone Samsung Galaxy, il Galaxy Fame monta il sistema operativo Android.  Il telefono ha uno schermo HVGA LCD touchscreen di 3.5 pollici. Secondo il modello, il telefono può avere una dual-MicroSIM o funzionalità NFC.  Molti utenti hanno trovato le funzionalità del telefono molto semplici, vedendolo come uno smartphone di fascia bassa per utenti che vogliono alcune delle funzionalità dei dispositivi Galaxy di fascia più alta.

## Specifiche
Il telefono appartiene ai cellulari candybar ed è stato costruito con materiale plastico.  Il Galaxy Fame ha un processore Broadcom BCM21654/G da 1 GHz, 4 GB di memoria interna espandibile fino a 64 GB con l'utilizzo di una micro SD card   Il dispositivo ha un accelerometro, usato per tradurre i gesti naturali in comandi al telefono. In questo caso l'utente può, ad esempio, rifiutare una chiamata che sta ricevendo abbassando la testa o attivare le connessioni Bluetooth o WiFi scuotendo il dispositivo. Il telefono dispone anche di un chip NFC integrato e di S-Beam, che si trova normalmente soltanto nei dispositivi Galaxy di fascia alta.

## Versioni

### Modello NFC - GT-S6810p
Il GT-S6810p è una variante NFC del Galaxy Fame. Ha 2GB di memoria interna invece di 4GB.

### Modelli Dual SIM - GT-S6812/GT-S6812C/GT-S6812i
Il GT-S6812 è una variante dual SIM del Galaxy Fame. È stato distribuito anche un modello per l'operatore China Unicom (GT-S6812C).